# Death, Jr. and the Science Fair of Doom
Death, Jr. and the Science Fair of Doom (En español Death Jr. y el Festival de Ciencia de la Muerte) es un videojuego de Nintendo DS perteneciente al género de plataformas desarrollado por Backbone Entertainment, y es una de las secuelas del videojuego de la PlayStation Portable Death Jr. lanzado en 2005. El otro es Death Jr. II: la raíz del mal de PSP. En este juego, Death Jr. y Pandora son jugables. El juego usa ambas pantallas, al igual que las capacidades táctiles. También cuenta con un modo multijugador inalámbrico local.

## Argumento
Tras los acontecimientos del primer juego, DJ pudo salvarse de tener que ir a la escuela militar, pero ahora ha surgido un nuevo reto.

## Recepción
El juego se encontró con una recepción desde mixta a negativa, ya que GameRankings le dio una puntuación de 50.42% mientras que Metacritic le dio 47 de 100.